# I. Igre malih europskih država – San Marino 1985.
I. Igre malih europskih država održane su od 23. do 26. svibnja 1985. u glavnom gradu Republike San Marino San Marinu. Organizator igara bio je Atletski savez malih europskih država, a natjecalo se 222 natjecatelja iz 8 država u 7 natjecanja.

## Tablica odličja
Osvajači odličja na prvenstvu.
      zemlja domaćin (San Marino)